# 축령산 (경기)
축령산(祝靈山)은 대한민국 경기도 남양주시와 가평군 경계에 있는 높이 879m의 산이다.
일명 비룡산이라고도 한다. 고려말 이성계가 등극하기 전 사냥 왔다가 한 마리의 짐승도 잡지 못하고 돌아온 몰이꾼들의 말이 이산은 신령하니 산제를 올려야 한다고 하여 이튿날 정상에서 제를 지낸 후 사냥을 한 사실에서 기원한다.
축령산 서쪽 전지라골에는 축령산자연휴양림이 자리하고 있다. 60년생 잣나무 숲이 울창하고, 물놀이장, 자연관찰원, 잔디광장, 철쭉동산 등이 조성되어 있다. 축령산의 동쪽 기슭(가평군)에는 아침고요수목원이 있다.

## 전해오는 이야기
축령산은 산악인들이 매년 연초에 지내는 산신제인 시산제(始山祭)를 지내는 명소 중의 하나로 알려져 있는데, 산의 이름과 관련이 있는 듯하다. 이성계가 고려 말에 이곳에 사냥을 왔다가 한 마리도 잡지 못하였는데 몰이꾼의 말이 ‘이 산은 신령스러운 산이라 산신제를 지내야 한다’고 하여 산 정상에 올라 제(祭)를 지낸 후 멧돼지를 잡았다는 전설이 있으며 이때부터 고사(告祀)를 올린 산이라 하여 ‘축령산’으로 불렸다고 전한다.
또 하나, 널리 알려지지 않은 축령산 이름의 유래는 조선 세조-예종 당시 젊은 나이에 억울한 죽음을 당한 남이(1441년 ~ 1468년) 장군과 관련된 것이다. 축령산에는 남이 장군이 어릴 적 무예를 닦았다는 남이바위가 있고 정상에서 동쪽 방향으로 가평의 남이섬이 있는 것을 보면 남이 장군 유래설이 근거가 약하지 않다.
유자광의 거짓 고변을 들은 예종이 스물여덟의 남이를 죽이자 이 지역 사람들이 그 영혼을 위로하고자 남이와 관련이 있는 이 산을 축령산으로 이름 지었다는 것이다.

## 산행 코스정보
- 현재 주로 이용하는 등산코스[3]
- 축령산 코스 : 제1주차장-수리바위-남이바위-축령산 정상-절고개-임도삼거리-제1주차장(2시간30분)
- 서리산 코스 : 제2주차장-화채봉-철쭉동산-서리산 정상-억새밭삼거리-임도삼거리-제2주차장(2시간30분)
- 종주 코스 : 매표소삼거리-수리바위-남이바위-축령산 정상-억새밭삼거리-철쭉동산-매표소삼거리(4시간)

## 같이 보기
- 한국의 산
- 남이
- 남이섬